# أحمد الملواني
أحمد الملواني (1980-) كاتب وكاتب مسرحي كوميدي وروائي مصري، ولد في مدينة الإسكندرية، وتخرج من كلية الآداب في 2001، بدأ مسيرته الأدبية في 2007 بالنشر في المواقع الإلكترونية والمجلات والجرائد الثقافية والأدبية، وانضم إلى جماعة التكية الأدبية في 2008، حصل على جائزة نبيل فاروق لأدب الخيال العلمي في 2009، وأصدر أول أعماله الروائية رواية «زيوس يجب أن يموت» في 2010 ضمن سلسلة «إصدارات التكية»، وفي 2011 فاز بجائزة هيئة قصور الثقافة المصرية عن مجموعته القصصية «سيف صدئ وحزام ناسف» وهي المجموعة التي صدرت في كتاب في 2013 عن دار سما الكويتي، وتُعد من أهم وأعرق الجوائز الأدبية التي تمنح للشباب في مصر، وفي نفس العام أصدر مجموعة قصصية أخرى بعنوان «أزمة حشيش»،  وفي 2014 أصدر روايته الثانية بعنوان «مفتتح للقيامة»، وفاز للمرة الثانية بجائزة قصور الثقافة المصرية عن رواية لم تنشر بعنوان «ظل الشيطان»، وفي 2015 أصدر مجموعة من قصص الرعب بعنوان «الروحاني» عن دار نشر عصير الكتب،  وحققت المجموعة نجاحًا كبيرًا، وتجاوزت عدد طبعاتها الثماني طبعات خلال أقل من عام، وفاز بجوائز أخرى منها «جائزة جريدة أخبار الأدب» عن رواية «وردية فراولة»،  والجائزة الثقافية لمؤسسة ساويرس للتنمية الاجتماعية في دورتها الرابعة عشرة في فرع أفضل عمل روائي لشباب الأدباء، عن روايته «الفابريكة» الصادرة عن الدار المصرية اللبنانية.
قرر الملواني الاتجاه للكتابة الدرامية، ويقدم نفسه ككاتب مسرحي كوميدي من خلال عمله في الموسم الرابع من برنامج تياترو مصر بين عامي 2016 و2017.

## مؤلفاته
- «زيوس يجب أن يموت»، رواية، دار اكتب للنشر والتوزيع، 2012، عدد الصفحات:240.[3]
- «الضرب في الميت»، مسرحية مترجمة، 2009، عدد الصفحات:173.[7]
- «ما يشبه القتل»، رواية، الدار المصرية اللبنانية، 2020، عدد الصفحات:256.[8]
- «وردية فراولة»، دار المصري للنشر والتوزيع، 2016.[9]
- «أزمة حشيش، مجموعة قصصية»، رواية، العصرية للنشر والتوزيع، 2013.[10]
- «الروحانى، مجموعة قصصية»، عصير الكتب للنشر والتوزيع، 2015.[11]
- «مفتتح للقيامة»، رواية، فانتازيون، 2014.[12]
- «سيف صدئ وحزام ناسف، مجموعة قصصية»، دار سما / الكويت، 2013.[13]
- «الفابريكة»، رواية، الدار المصرية اللبنانية، 2017، عدد الصفحات:415.[14]

### دراما
- «مسرحية تياترو مصر» الموسم الرابع، 2016.[15]
- «مسلسل شاش في قطن»، 2017 (مؤلف).[16]
- «مسرحية جوازة مرتاحة»، 2019 (مؤلف).[17]
- «مسرحية عيلة الفقري»، 2020 (مؤلف).[18]

## جوائز
- 2009 جائزة نبيل فاروق لأدب الخيال العلمي، المركز الأول.
- 2011 المركز الثاني في المسابقة المركزية للهيئة العامة لقصور الثقافة، فرع المجموعة القصصية عن مجموعة (سيف صدئ.. وحزام ناسف).
- 2013 جائزة صلاح هلال للقصة القصيرة. المركز الثاني.
- 2014 المركز الثالث في المسابقة المركزية للهيئة العامة لقصور الثقافة، فرع الرواية، عن رواية (ظل الشيطان).
- 2015 جائزة صالون إحسان عبد القدوس. المركز الأول، قصة قصيرة.
- 2015 جائزة أخبار الأدب، فرع الرواية، المركز الأول، عن رواية (وردية فراولة).
- 2015 المركز الثالث في مسابقة المواهب ـ المجلس الأعلى للثقافة ـ فرع المجموعة القصصية.
- 2015 المركز الثاني في جائزة ربيع مفتاح للرواية ـ عن رواية (مفتتح للقيامة).
- 2019 جائزة ساويرس الثقافية ـ المركز الأول، عن رواية (الفابريكة).[19]
- 2019 جائزة كايرو شو للنص المسرحي، المركز الثاني، عن مسرحية (ع الهوا).

## وصلات خارجية
- أحمد الملواني يقوم برحلة خطرة في الواقع السحري، نشوة أحمد، الثلاثاء 15 سبتمبر 2020.